# Interlands Grieks voetbalelftal 1970-1979
Deze pagina toont een chronologisch en gedetailleerd overzicht van de interlands die het Grieks voetbalelftal heeft gespeeld in de periode 1970 – 1979.

## Interlands

### 1970
|                                                                            |                     |       |                           |                                                                                   |
| 11 oktober EK 1972 kwalificatie № 113 «onderlinge duels» 15:00 uur (UTC+1) | Malta               | 1 – 1 | Griekenland               | Empire Stadion, Gżira Toeschouwers: 8.689 Scheidsrechter: Concetto Lo Bello (ITA) |
| 11 oktober EK 1972 kwalificatie № 113 «onderlinge duels» 15:00 uur (UTC+1) | Willie Vassallo 66' |       | 88' Mihalis Kritikopoulos | Empire Stadion, Gżira Toeschouwers: 8.689 Scheidsrechter: Concetto Lo Bello (ITA) |

|                                                                         |                             |       |                       |                                                                               |
| 28 oktober Vriendschappelijk № 114 «onderlinge duels» 20:30 uur (UTC+1) | Spanje                      | 2 – 1 | Griekenland           | La Romareda, Zaragoza Toeschouwers: 6.851 Scheidsrechter: René Vigliani (FRA) |
| 28 oktober Vriendschappelijk № 114 «onderlinge duels» 20:30 uur (UTC+1) | Luis Aragonés 22' Quini 69' |       | 87' Mimis Papaioannou | La Romareda, Zaragoza Toeschouwers: 6.851 Scheidsrechter: René Vigliani (FRA) |

|                                                                          |                         |       |                                                    | |
| 17 november Vriendschappelijk № 115 «onderlinge duels» 15:00 uur (UTC+2) | Griekenland             | 1 – 3 | Australië                                          | Leoforos Alexandrasstadion, Athene Toeschouwers: 12.000 Scheidsrechter: Nikolaos Yiannopoulos (GRE) |
| 17 november Vriendschappelijk № 115 «onderlinge duels» 15:00 uur (UTC+2) | Kostas Eleftherakis 19' |       | 11' Adrian Alston 21' Jimmy Mackay 79' Archie Blue | Leoforos Alexandrasstadion, Athene Toeschouwers: 12.000 Scheidsrechter: Nikolaos Yiannopoulos (GRE) |

|                                                                          |                    |       |                                                              |                                                                                             |
| 22 november Vriendschappelijk № 116 «onderlinge duels» 15:00 uur (UTC+2) | Griekenland        | 1 – 3 | West-Duitsland                                               | Georgios Karaiskákisstadion, Piraeus Toeschouwers: 35.259 Scheidsrechter: Aurel Bentu (ROU) |
| 22 november Vriendschappelijk № 116 «onderlinge duels» 15:00 uur (UTC+2) | Nikos Gioutsos 52' |       | 30' Günter Netzer 42' Jürgen Grabowski 74' Franz Beckenbauer | Georgios Karaiskákisstadion, Piraeus Toeschouwers: 35.259 Scheidsrechter: Aurel Bentu (ROU) |

|                                                                         |                       |       |                       |                                                                                              |
| 9 december Vriendschappelijk № 117 «onderlinge duels» 14:45 uur (UTC+2) | Griekenland           | 1 – 1 | Cyprus                | Georgios Karaiskákisstadion, Piraeus Toeschouwers: 9.125 Scheidsrechter: Hristos Mihas (GRE) |
| 9 december Vriendschappelijk № 117 «onderlinge duels» 14:45 uur (UTC+2) | Mimis Papaioannou 56' |       | 35' Andreas Stylianou | Georgios Karaiskákisstadion, Piraeus Toeschouwers: 9.125 Scheidsrechter: Hristos Mihas (GRE) |

|                                                                             |             |                 |             | |
| 16 december EK 1972 kwalificatie № 118 «onderlinge duels» 14:45 uur (UTC+2) | Griekenland | 0 – 1           | Zwitserland | Georgios Karaiskákisstadion, Piraeus Toeschouwers: 30.699 Scheidsrechter: Milivoje Gugulović (YUG) |
| 16 december EK 1972 kwalificatie № 118 «onderlinge duels» 14:45 uur (UTC+2) |             | 84' Kudi Müller |             | Georgios Karaiskákisstadion, Piraeus Toeschouwers: 30.699 Scheidsrechter: Milivoje Gugulović (YUG) |

### 1971
|                                                                      |             |                    |           |                                                                                                 |
| 7 april Vriendschappelijk № 119 «onderlinge duels» 16:30 uur (UTC+2) | Griekenland | 0 – 1              | Bulgarije | Georgios Karaiskákisstadion, Piraeus Toeschouwers: 17.362 Scheidsrechter: Gheorghe Limona (ROU) |
| 7 april Vriendschappelijk № 119 «onderlinge duels» 16:30 uur (UTC+2) |             | 61' Mladen Vasilev |           | Georgios Karaiskákisstadion, Piraeus Toeschouwers: 17.362 Scheidsrechter: Gheorghe Limona (ROU) |

|                                                                          |                                                   |       |             |                                                                                      |
| 21 april EK 1972 kwalificatie № 120 «onderlinge duels» 19:45 uur (UTC+1) | Engeland                                          | 3 – 0 | Griekenland | Wembley Stadium, Londen Toeschouwers: 55.123 Scheidsrechter: Martti Hirviniemi (FIN) |
| 21 april EK 1972 kwalificatie № 120 «onderlinge duels» 19:45 uur (UTC+1) | Martin Chivers 22' Geoff Hurst 68' Franny Lee 87' |       |             | Wembley Stadium, Londen Toeschouwers: 55.123 Scheidsrechter: Martti Hirviniemi (FIN) |

|                                                                        |                   |       |             |                                                                                             |
| 12 mei EK 1972 kwalificatie № 121 «onderlinge duels» 20:15 uur (UTC+1) | Zwitserland       | 1 – 0 | Griekenland | Wankdorf, Bern Toeschouwers: 32.770 Scheidsrechter: Iorwerth Jones (WAL) Tom Reynolds (WAL) |
| 12 mei EK 1972 kwalificatie № 121 «onderlinge duels» 20:15 uur (UTC+1) | Karl Odermatt 74' |       |             | Wankdorf, Bern Toeschouwers: 32.770 Scheidsrechter: Iorwerth Jones (WAL) Tom Reynolds (WAL) |

|                                                                         |                                          |       |       |                                                                                             |
| 18 juni EK 1972 kwalificatie № 122 «onderlinge duels» 21:00 uur (UTC+2) | Griekenland                              | 2 – 0 | Malta | Georgios Karaiskákisstadion, Piraeus Toeschouwers: 9.561 Scheidsrechter: István Zsolt (HUN) |
| 18 juni EK 1972 kwalificatie № 122 «onderlinge duels» 21:00 uur (UTC+2) | Kostas Davourlis 60' Kostas Aidiniou 80' |       |       | Georgios Karaiskákisstadion, Piraeus Toeschouwers: 9.561 Scheidsrechter: István Zsolt (HUN) |

|                                                                     |                 |       |                      |                                                                                                   |
| 6 juli Vriendschappelijk № 123 «onderlinge duels» 21:00 uur (UTC−6) | Mexico          | 1 – 1 | Griekenland          | Aztekenstadion, Mexico-Stad Toeschouwers: 40.000 Scheidsrechter: Alfonso González Archundia (MEX) |
| 6 juli Vriendschappelijk № 123 «onderlinge duels» 21:00 uur (UTC−6) | Luis Estrada 3' |       | 87' Kostas Davourlis | Aztekenstadion, Mexico-Stad Toeschouwers: 40.000 Scheidsrechter: Alfonso González Archundia (MEX) |

|                                                                           |             |                   |        |                                                                                                  |
| 30 september Vriendschappelijk № 124 «onderlinge duels» 20:30 uur (UTC+2) | Griekenland | 0 – 1             | Mexico | Kaftanzogliostadion, Thessaloniki Toeschouwers: 8.569 Scheidsrechter: Stathis Papavasiliou (GRE) |
| 30 september Vriendschappelijk № 124 «onderlinge duels» 20:30 uur (UTC+2) |             | 22' Enrique Borja |        | Kaftanzogliostadion, Thessaloniki Toeschouwers: 8.569 Scheidsrechter: Stathis Papavasiliou (GRE) |

|                                                                          |                                      |       |                                              |                                                                                                   |
| 17 november Vriendschappelijk № 125 «onderlinge duels» 17:30 uur (UTC+2) | Bulgarije                            | 2 – 2 | Griekenland                                  | Vasil Levski Nationaal Stadion, Sofia Toeschouwers: 15.000 Scheidsrechter: Victor Pădureanu (ROU) |
| 17 november Vriendschappelijk № 125 «onderlinge duels» 17:30 uur (UTC+2) | Mladen Vasilev 73' Yanko Kirilov 86' |       | 62' Antonis Antoniadis 87' Mimis Papaioannou | Vasil Levski Nationaal Stadion, Sofia Toeschouwers: 15.000 Scheidsrechter: Victor Pădureanu (ROU) |

|                                                                            |             |                                    |          | |
| 1 december EK 1972 kwalificatie № 126 «onderlinge duels» 14:45 uur (UTC+2) | Griekenland | 0 – 2                              | Engeland | Georgios Karaiskákisstadion, Piraeus Toeschouwers: 34.014 Scheidsrechter: José María Ortiz de Mendíbil (ESP) |
| 1 december EK 1972 kwalificatie № 126 «onderlinge duels» 14:45 uur (UTC+2) |             | 57' Geoff Hurst 90' Martin Chivers |          | Georgios Karaiskákisstadion, Piraeus Toeschouwers: 34.014 Scheidsrechter: José María Ortiz de Mendíbil (ESP) |

### 1972
|                                                                          |             |                                                                                             |           |                                                                                               |
| 16 februari Vriendschappelijk № 127 «onderlinge duels» 15:30 uur (UTC+2) | Griekenland | 0 – 5                                                                                       | Nederland | Georgios Karaiskákisstadion, Piraeus Toeschouwers: 8.654 Scheidsrechter: Josip Strmečki (YUG) |
| 16 februari Vriendschappelijk № 127 «onderlinge duels» 15:30 uur (UTC+2) |             | 4' Barry Hulshoff 42' Barry Hulshoff 56' Johan Cruijff 60' Johan Neeskens 82' Johan Cruijff |           | Georgios Karaiskákisstadion, Piraeus Toeschouwers: 8.654 Scheidsrechter: Josip Strmečki (YUG) |

|                                                                      |                                           |       |                        |                                                                                                  |
| 4 maart Vriendschappelijk № 128 «onderlinge duels» 16:00 uur (UTC+2) | Griekenland                               | 2 – 1 | Italië                 | Georgios Karaiskákisstadion, Piraeus Toeschouwers: 13.153 Scheidsrechter: Liuben Radunchev (BUL) |
| 4 maart Vriendschappelijk № 128 «onderlinge duels» 16:00 uur (UTC+2) | Antonis Antoniadis 12' Spyros Pomonis 55' |       | 19' Roberto Boninsegna | Georgios Karaiskákisstadion, Piraeus Toeschouwers: 13.153 Scheidsrechter: Liuben Radunchev (BUL) |

|                                                                       |             |       |        |                                                                                           |
| 12 april Vriendschappelijk № 129 «onderlinge duels» 16:30 uur (UTC+2) | Griekenland | 0 – 0 | Spanje | Kaftanzogliostadion, Thessaloniki Toeschouwers: 25.000 Scheidsrechter: Marijan Rauš (YUG) |
| 12 april Vriendschappelijk № 129 «onderlinge duels» 16:30 uur (UTC+2) |             |       |        | Kaftanzogliostadion, Thessaloniki Toeschouwers: 25.000 Scheidsrechter: Marijan Rauš (YUG) |

|                                                                    |          |                      |             |                                                                                        |
| 7 mei Vriendschappelijk № 130 «onderlinge duels» 16:30 uur (UTC+3) | Ethiopië | 0 – 1                | Griekenland | Addis Ababa Stadion, Addis Abeba Toeschouwers: 10.000 Scheidsrechter: Ali Halehz (EGY) |
| 7 mei Vriendschappelijk № 130 «onderlinge duels» 16:30 uur (UTC+3) |          | 24' Angelos Spiridon |             | Addis Ababa Stadion, Addis Abeba Toeschouwers: 10.000 Scheidsrechter: Ali Halehz (EGY) |

|                                                                          |                     |       |                                                           |                                                                                                |
| 2 september Vriendschappelijk № 131 «onderlinge duels» 20:30 uur (UTC+2) | Griekenland         | 1 – 3 | Frankrijk                                                 | Georgios Karaiskákisstadion, Piraeus Toeschouwers: 10.000 Scheidsrechter: Fulvio Pieroni (ITA) |
| 2 september Vriendschappelijk № 131 «onderlinge duels» 20:30 uur (UTC+2) | Stavros Sarafis 85' |       | 67' Henri Michel 86' Hervé Revelli 90' Jean-Michel Larqué | Georgios Karaiskákisstadion, Piraeus Toeschouwers: 10.000 Scheidsrechter: Fulvio Pieroni (ITA) |

|                                                                             |                    |       |             |                                                                                        |
| 18 november WK 1974 kwalificatie № 132 «onderlinge duels» 13:30 uur (UTC+1) | Joegoslavië        | 1 – 0 | Griekenland | Rode Sterstadion, Belgrado Toeschouwers: 60.104 Scheidsrechter: Kurt Tschenscher (FRG) |
| 18 november WK 1974 kwalificatie № 132 «onderlinge duels» 13:30 uur (UTC+1) | Jovan Aćimović 13' |       |             | Rode Sterstadion, Belgrado Toeschouwers: 60.104 Scheidsrechter: Kurt Tschenscher (FRG) |

### 1973
|                                                                            |                                      |       |                                                      |                                                                                             |
| 17 januari WK 1974 kwalificatie № 133 «onderlinge duels» 15:00 uur (UTC+2) | Griekenland                          | 2 – 3 | Spanje                                               | Leoforos Alexandrasstadion, Athene Toeschouwers: 16.579 Scheidsrechter: Rudi Glöckner (DDR) |
| 17 januari WK 1974 kwalificatie № 133 «onderlinge duels» 15:00 uur (UTC+2) | Giorgos Koudas 50' Mimis Domazos 82' |       | 40' Óscar Valdez 82' José Claramunt 86' Óscar Valdez | Leoforos Alexandrasstadion, Athene Toeschouwers: 16.579 Scheidsrechter: Rudi Glöckner (DDR) |

|                                                                         |                                             |       |                                   |                                                                                                  |
| 31 januari Vriendschappelijk № 134 «onderlinge duels» 14:30 uur (UTC+2) | Griekenland                                 | 2 – 2 | Bulgarije                         | Nea Filadelfiastadion, Nea Filadelfeia Toeschouwers: 22.000 Scheidsrechter: Fulvio Pieroni (ITA) |
| 31 januari Vriendschappelijk № 134 «onderlinge duels» 14:30 uur (UTC+2) | Stavros Sarafis 13' Kostas Eleftherakis 17' |       | 31' Petko Petkov 37' Hristo Bonev | Nea Filadelfiastadion, Nea Filadelfeia Toeschouwers: 22.000 Scheidsrechter: Fulvio Pieroni (ITA) |

|                                                                             |                                                      |       |                        |                                                                                          |
| 21 februari WK 1974 kwalificatie № 135 «onderlinge duels» 20:30 uur (UTC+1) | Spanje                                               | 3 – 1 | Griekenland            | Estadio La Rosaleda, Málaga Toeschouwers: 20.569 Scheidsrechter: Michel Kitabdjian (FRA) |
| 21 februari WK 1974 kwalificatie № 135 «onderlinge duels» 20:30 uur (UTC+1) | José Claramunt 29' Juan Sol 38' Roberto Martínez 77' |       | 37' Antonis Antoniadis | Estadio La Rosaleda, Málaga Toeschouwers: 20.569 Scheidsrechter: Michel Kitabdjian (FRA) |

|                                                                          |                                                  |       |                     |                                                                                   |
| 8 september Vriendschappelijk № 136 «onderlinge duels» 20:30 uur (UTC+1) | Frankrijk                                        | 3 – 1 | Griekenland         | Parc des Princes, Parijs Toeschouwers: 30.237 Scheidsrechter: Paolo Toselli (ITA) |
| 8 september Vriendschappelijk № 136 «onderlinge duels» 20:30 uur (UTC+1) | Roger Jouve 9' Marc Berdoll 59' Serge Chiesa 72' |       | 66' Kostas Aidiniou | Parc des Princes, Parijs Toeschouwers: 30.237 Scheidsrechter: Paolo Toselli (ITA) |

|                                                                             |                                                     |       |                                                                              |                                                                                                 |
| 19 december WK 1974 kwalificatie № 137 «onderlinge duels» 14:45 uur (UTC+2) | Griekenland                                         | 2 – 4 | Joegoslavië                                                                  | Georgios Karaiskákisstadion, Piraeus Toeschouwers: 7.768 Scheidsrechter: Kurt Tschenscher (FRG) |
| 19 december WK 1974 kwalificatie № 137 «onderlinge duels» 14:45 uur (UTC+2) | Kostas Eleftherakis 33' Josip Katalinski 45' (e.d.) |       | 12' Dušan Bajević 15' Stanislav Karasi 62' Ivica Šurjak 90' Stanislav Karasi | Georgios Karaiskákisstadion, Piraeus Toeschouwers: 7.768 Scheidsrechter: Kurt Tschenscher (FRG) |

### 1974
|                                                                       |          |       |             |                                                                                  |
| 28 april Vriendschappelijk № 138 «onderlinge duels» 16:45 uur (UTC−3) | Brazilië | 0 – 0 | Griekenland | Maracanã, Rio de Janeiro Toeschouwers: 86.499 Scheidsrechter: Robert Wurtz (FRA) |
| 28 april Vriendschappelijk № 138 «onderlinge duels» 16:45 uur (UTC−3) |          |       |             | Maracanã, Rio de Janeiro Toeschouwers: 86.499 Scheidsrechter: Robert Wurtz (FRA) |

|                                                                     |                                       |       |             |                                                                                              |
| 15 mei Vriendschappelijk № 139 «onderlinge duels» 17:15 uur (UTC+1) | Polen                                 | 2 – 0 | Griekenland | Stadion Dziesięciolecia, Warschau Toeschouwers: 15.000 Scheidsrechter: Bohumil Smejkal (TCH) |
| 15 mei Vriendschappelijk № 139 «onderlinge duels» 17:15 uur (UTC+1) | Grzegorz Lato 32' Roman Jakóbczak 77' |       |             | Stadion Dziesięciolecia, Warschau Toeschouwers: 15.000 Scheidsrechter: Bohumil Smejkal (TCH) |

|                                                                                   |                                                               |       |                     |                                                                                          |
| 29 mei Balkan Cup 1973/76 Halve finale № 140 «onderlinge duels» 20:00 uur (UTC+2) | Roemenië                                                      | 3 – 1 | Griekenland         | Stadionul 23 August, Boekarest Toeschouwers: 40.000 Scheidsrechter: Ziya Türkdoğan (TUR) |
| 29 mei Balkan Cup 1973/76 Halve finale № 140 «onderlinge duels» 20:00 uur (UTC+2) | Anghel Iordănescu 2' Anghel Iordănescu 32' Mircea Lucescu 85' |       | 11' Stavros Sarafis | Stadionul 23 August, Boekarest Toeschouwers: 40.000 Scheidsrechter: Ziya Türkdoğan (TUR) |

|                                                          |                                                   |       |                                                               | |
| 13 oktober EK 1976 kwalificatie № 141 «onderlinge duels» | Bulgarije                                         | 3 – 3 | Griekenland                                                   | Vasil Levski Nationaal Stadion, Sofia Toeschouwers: 14.291 Scheidsrechter: Alberto Michelotti (ITA) |
| 13 oktober EK 1976 kwalificatie № 141 «onderlinge duels» | Hristo Bonev 1' Georgi Denev 28' Georgi Denev 30' |       | 29' Antonis Antoniadis 86' Mimis Papaioannou 88' Lakis Glezos | Vasil Levski Nationaal Stadion, Sofia Toeschouwers: 14.291 Scheidsrechter: Alberto Michelotti (ITA) |

|                                                                          |                                                                  |       |                             |                                                                                            |
| 15 november Vriendschappelijk № 142 «onderlinge duels» 14:30 uur (UTC+2) | Griekenland                                                      | 3 – 1 | Cyprus                      | Georgios Karaiskákisstadion, Piraeus Toeschouwers: 10.000 Scheidsrechter: Misailidis (GRE) |
| 15 november Vriendschappelijk № 142 «onderlinge duels» 14:30 uur (UTC+2) | Mimis Papaioannou 30' Stavros Sarafis 35' Hristos Terzanidis 89' |       | 22' Pamboullis Papadopoulos | Georgios Karaiskákisstadion, Piraeus Toeschouwers: 10.000 Scheidsrechter: Misailidis (GRE) |

|                                                                             |                                              |       |                                       |                                                                                                |
| 20 november EK 1976 kwalificatie № 143 «onderlinge duels» 16:00 uur (UTC+2) | Griekenland                                  | 2 – 2 | West-Duitsland                        | Georgios Karaiskákisstadion, Piraeus Toeschouwers: 11.425 Scheidsrechter: Nicolae Rainea (ROU) |
| 20 november EK 1976 kwalificatie № 143 «onderlinge duels» 16:00 uur (UTC+2) | Giorgos Delikaris 6' Kostas Eleftherakis 70' |       | 51' Bernd Cullmann 82' Herbert Wimmer | Georgios Karaiskákisstadion, Piraeus Toeschouwers: 11.425 Scheidsrechter: Nicolae Rainea (ROU) |

|                                                                             |                                           |       |                  |                                                                                               |
| 18 december EK 1976 kwalificatie № 144 «onderlinge duels» 16:00 uur (UTC+2) | Griekenland                               | 2 – 1 | Bulgarije        | Georgios Karaiskákisstadion, Piraeus Toeschouwers: 22.328 Scheidsrechter: Paul Schiller (AUT) |
| 18 december EK 1976 kwalificatie № 144 «onderlinge duels» 16:00 uur (UTC+2) | Stavros Sarafis 4' Antonis Antoniadis 40' |       | 88' Bozhil Kolev | Georgios Karaiskákisstadion, Piraeus Toeschouwers: 22.328 Scheidsrechter: Paul Schiller (AUT) |

### 1975
|                                                                             |                                        |       |             |                                                                                |
| 23 februari EK 1976 kwalificatie № 145 «onderlinge duels» 15:30 uur (UTC+1) | Malta                                  | 2 – 0 | Griekenland | Empire Stadion, Gżira Toeschouwers: 8.621 Scheidsrechter: Bob Matthewson (ENG) |
| 23 februari EK 1976 kwalificatie № 145 «onderlinge duels» 15:30 uur (UTC+1) | Richard Aquilina 33' Vincent Magro 79' |       |             | Empire Stadion, Gżira Toeschouwers: 8.621 Scheidsrechter: Bob Matthewson (ENG) |

|                                                                      |                        |       |                                                          |                                                                                  |
| 1 april Vriendschappelijk № 146 «onderlinge duels» 15:30 uur (UTC+2) | Cyprus                 | 1 – 2 | Griekenland                                              | GSP-stadion, Nicosia Toeschouwers: 12.000 Scheidsrechter: Sotos Afksentiou (CYP) |
| 1 april Vriendschappelijk № 146 «onderlinge duels» 15:30 uur (UTC+2) | Tasos Konstantinou 20' |       | 7' Mihalis Kritikopoulos 35' (pen.) Angelos Anastasiadis | GSP-stadion, Nicosia Toeschouwers: 12.000 Scheidsrechter: Sotos Afksentiou (CYP) |

|                                                                        |                                                                                            |       |       |                                                                                     |
| 4 juni EK 1976 kwalificatie № 147 «onderlinge duels» 20:00 uur (UTC+3) | Griekenland                                                                                | 4 – 0 | Malta | Toumbastadion, Thessaloniki Toeschouwers: 16.545 Scheidsrechter: Marijan Rauš (YUG) |
| 4 juni EK 1976 kwalificatie № 147 «onderlinge duels» 20:00 uur (UTC+3) | Thomas Mavros 32' Antonis Antoniadis 34' (pen.) Kostas Iosifidis 47' Mimis Papaioannou 50' |       |       | Toumbastadion, Thessaloniki Toeschouwers: 16.545 Scheidsrechter: Marijan Rauš (YUG) |

|                                                                                         |                     |       |                 |                                                                                          |
| 24 september Balkan Cup 1973/76 Halve finale № 148 «onderlinge duels» 21:00 uur (UTC+3) | Griekenland         | 1 – 1 | Roemenië        | Kaftanzogliostadion, Thessaloniki Toeschouwers: 15.000 Scheidsrechter: Miloš Čajić (YUG) |
| 24 september Balkan Cup 1973/76 Halve finale № 148 «onderlinge duels» 21:00 uur (UTC+3) | Stavros Sarafis 84' |       | 27' Ion Dumitru | Kaftanzogliostadion, Thessaloniki Toeschouwers: 15.000 Scheidsrechter: Miloš Čajić (YUG) |

|                                                                            |                   |       |                       |                                                                                  |
| 11 oktober EK 1976 kwalificatie № 149 «onderlinge duels» 15:30 uur (UTC+1) | West-Duitsland    | 1 – 1 | Griekenland           | Rheinstadion, Düsseldorf Toeschouwers: 61.252 Scheidsrechter: Clive Thomas (WAL) |
| 11 oktober EK 1976 kwalificatie № 149 «onderlinge duels» 15:30 uur (UTC+1) | Jupp Heynckes 68' |       | 78' Giorgos Delikaris | Rheinstadion, Düsseldorf Toeschouwers: 61.252 Scheidsrechter: Clive Thomas (WAL) |

|                                                                          |                                                              |       |                                               |                                                                                  |
| 30 december Vriendschappelijk № 150 «onderlinge duels» 14:30 uur (UTC+1) | Italië                                                       | 3 – 2 | Griekenland                                   | Stadio Comunale, Florence Toeschouwers: 26.585 Scheidsrechter: Miloš Čajić (YUG) |
| 30 december Vriendschappelijk № 150 «onderlinge duels» 14:30 uur (UTC+1) | Paolo Pulici 6' Paolo Pulici 45' Giuseppe Savoldi 60' (pen.) |       | 35' Mihalis Kritikopoulos 53' Stavros Sarafis | Stadio Comunale, Florence Toeschouwers: 26.585 Scheidsrechter: Miloš Čajić (YUG) |

### 1976
|                                                                    |                    |       |       |                                                                                                |
| 6 mei Vriendschappelijk № 151 «onderlinge duels» 17:30 uur (UTC+3) | Griekenland        | 1 – 0 | Polen | Leoforos Alexandrasstadion, Athene Toeschouwers: 16.769 Scheidsrechter: Dimitar Parmakov (BUL) |
| 6 mei Vriendschappelijk № 151 «onderlinge duels» 17:30 uur (UTC+3) | Giorgos Koudas 23' |       |       | Leoforos Alexandrasstadion, Athene Toeschouwers: 16.769 Scheidsrechter: Dimitar Parmakov (BUL) |

|                                                                           |             |                |        |                                                                                 |
| 22 september Vriendschappelijk № 152 «onderlinge duels» 17:00 uur (UTC+3) | Griekenland | 0 – 1          | Israël | Panachaikistadion, Patras Toeschouwers: 5.000 Scheidsrechter: Miloš Čajić (YUG) |
| 22 september Vriendschappelijk № 152 «onderlinge duels» 17:00 uur (UTC+3) |             | 58' Beni Tabak |        | Panachaikistadion, Patras Toeschouwers: 5.000 Scheidsrechter: Miloš Čajić (YUG) |

|                                                                           |                       |       |                   |                                                                                              |
| 9 oktober WK 1978 kwalificatie № 153 «onderlinge duels» 20:00 uur (UTC+3) | Griekenland           | 1 – 1 | Hongarije         | Georgios Karaiskákisstadion, Piraeus Toeschouwers: 25.255 Scheidsrechter: Franz Wöhrer (AUT) |
| 9 oktober WK 1978 kwalificatie № 153 «onderlinge duels» 20:00 uur (UTC+3) | Mimis Papaioannou 68' |       | 84' Zoltán Kereki | Georgios Karaiskákisstadion, Piraeus Toeschouwers: 25.255 Scheidsrechter: Franz Wöhrer (AUT) |

|                                                                          |             |                                                          |            |                                                                                          |
| 10 november Vriendschappelijk № 154 «onderlinge duels» 19:30 uur (UTC+2) | Griekenland | 0 – 3                                                    | Oostenrijk | Anthi Karagiannistadion, Kavala Toeschouwers: 7.589 Scheidsrechter: Atanas Mateyev (BUL) |
| 10 november Vriendschappelijk № 154 «onderlinge duels» 19:30 uur (UTC+2) |             | 11' Josef Hickersberger 62' Hans Krankl 86' Bruno Pezzey |            | Anthi Karagiannistadion, Kavala Toeschouwers: 7.589 Scheidsrechter: Atanas Mateyev (BUL) |

### 1977
|                                                                         |                      |       |                  |                                                                                   |
| 26 januari Vriendschappelijk № 155 «onderlinge duels» 16:45 uur (UTC+2) | Israël               | 1 – 1 | Griekenland      | Ramat Ganstadion, Ramat Gan Toeschouwers: 7.000 Scheidsrechter: Jan Redelfs (FRG) |
| 26 januari Vriendschappelijk № 155 «onderlinge duels» 16:45 uur (UTC+2) | Moshe Schweitzer 13' |       | 1' Elias Galakos | Ramat Ganstadion, Ramat Gan Toeschouwers: 7.000 Scheidsrechter: Jan Redelfs (FRG) |

|                                                                      |                                      |       |             |                                                                              |
| 9 maart Vriendschappelijk № 156 «onderlinge duels» 19:00 uur (UTC+1) | Oostenrijk                           | 2 – 0 | Griekenland | Praterstadion, Wenen Toeschouwers: 25.000 Scheidsrechter: Josef Pouček (TCH) |
| 9 maart Vriendschappelijk № 156 «onderlinge duels» 19:00 uur (UTC+1) | Robert Sara 32' Walter Schachner 54' |       |             | Praterstadion, Wenen Toeschouwers: 25.000 Scheidsrechter: Josef Pouček (TCH) |

|                                                                       |                                                                        |       |             |                                                                                  |
| 23 maart Vriendschappelijk № 157 «onderlinge duels» 17:00 uur (UTC+1) | Tsjecho-Slowakije                                                      | 4 – 0 | Griekenland | Letenský Stadion, Praag Toeschouwers: 15.000 Scheidsrechter: Alojzy Jarguz (POL) |
| 23 maart Vriendschappelijk № 157 «onderlinge duels» 17:00 uur (UTC+1) | Antonín Panenka 8' Zdeněk Nehoda 17' Koloman Gögh 18' Marián Masný 56' |       |             | Letenský Stadion, Praag Toeschouwers: 15.000 Scheidsrechter: Alojzy Jarguz (POL) |

|                                                                          |                                       |       |             |                                                                                      |
| 24 april WK 1978 kwalificatie № 158 «onderlinge duels» 18:00 uur (UTC+3) | Sovjet-Unie                           | 2 – 0 | Griekenland | Centraal Leninstadion, Moskou Toeschouwers: 50.000 Scheidsrechter: Jean Dubach (SUI) |
| 24 april WK 1978 kwalificatie № 158 «onderlinge duels» 18:00 uur (UTC+3) | Anatoliy Konkov 26' Davit Kipiani 77' |       |             | Centraal Leninstadion, Moskou Toeschouwers: 50.000 Scheidsrechter: Jean Dubach (SUI) |

|                                                                        |                       |       |             |                                                                                             |
| 10 mei WK 1978 kwalificatie № 159 «onderlinge duels» 20:30 uur (UTC+3) | Griekenland           | 1 – 0 | Sovjet-Unie | Kaftanzogliostadion, Thessaloniki Toeschouwers: 30.000 Scheidsrechter: Cesare Gussoni (ITA) |
| 10 mei WK 1978 kwalificatie № 159 «onderlinge duels» 20:30 uur (UTC+3) | Mimis Papaioannou 58' |       |             | Kaftanzogliostadion, Thessaloniki Toeschouwers: 30.000 Scheidsrechter: Cesare Gussoni (ITA) |

|                                                                        |                                                         |       |             |                                                                           |
| 28 mei WK 1978 kwalificatie № 160 «onderlinge duels» 20:00 uur (UTC+1) | Hongarije                                               | 3 – 0 | Griekenland | Népstadion, Boedapest Toeschouwers: 70.000 Scheidsrechter: Jan Beck (NED) |
| 28 mei WK 1978 kwalificatie № 160 «onderlinge duels» 20:00 uur (UTC+1) | László Pusztai 13' Tibor Nyilasi 15' László Pusztai 88' |       |             | Népstadion, Boedapest Toeschouwers: 70.000 Scheidsrechter: Jan Beck (NED) |

|                                                                           | |       |                      |                                                                                      |
| 21 september Vriendschappelijk № 161 «onderlinge duels» 16:00 uur (UTC+2) | Roemenië                                                                                              | 6 – 1 | Griekenland          | Stadionul Steaua, Boekarest Toeschouwers: 15.000 Scheidsrechter: René Vigliani (FRA) |
| 21 september Vriendschappelijk № 161 «onderlinge duels» 16:00 uur (UTC+2) | Ion Dumitru 7' László Bölöni 22' Ion Dumitru 32' László Bölöni 42' Ion Dumitru 77' Dudu Georgescu 80' |       | 28' Petros Karavitis | Stadionul Steaua, Boekarest Toeschouwers: 15.000 Scheidsrechter: René Vigliani (FRA) |

|                                                                         |           |       |             | |
| 26 oktober Vriendschappelijk № 162 «onderlinge duels» 18:00 uur (UTC+2) | Bulgarije | 0 – 0 | Griekenland | Vasil Levski Nationaal Stadion, Sofia Toeschouwers: 15.000 Scheidsrechter: Constantin Dinulescu (ROU) |
| 26 oktober Vriendschappelijk № 162 «onderlinge duels» 18:00 uur (UTC+2) |           |       |             | Vasil Levski Nationaal Stadion, Sofia Toeschouwers: 15.000 Scheidsrechter: Constantin Dinulescu (ROU) |

|                                                                                   |             |       |             | |
| 16 november Balkan Cup 1977/80 Groep B № 163 «onderlinge duels» 15:00 uur (UTC+2) | Griekenland | 0 – 0 | Joegoslavië | Kleanthis Vikelidisstadion, Thessaloniki Toeschouwers: 18.000 Scheidsrechter: Boris Trendafilov (BUL) |
| 16 november Balkan Cup 1977/80 Groep B № 163 «onderlinge duels» 15:00 uur (UTC+2) |             |       |             | Kleanthis Vikelidisstadion, Thessaloniki Toeschouwers: 18.000 Scheidsrechter: Boris Trendafilov (BUL) |

### 1978
|                                                                         |        |                                             |             |                                                                                       |
| 11 januari Vriendschappelijk № 164 «onderlinge duels» 14:30 uur (UTC+2) | Cyprus | 0 – 2                                       | Griekenland | GSP-stadion, Nicosia Toeschouwers: 2.620 Scheidsrechter: Stefanos Hatzistefanou (CYP) |
| 11 januari Vriendschappelijk № 164 «onderlinge duels» 14:30 uur (UTC+2) |        | 21' Giorgos Delikaris 34' Spyros Livathinos |             | GSP-stadion, Nicosia Toeschouwers: 2.620 Scheidsrechter: Stefanos Hatzistefanou (CYP) |

|                                                                          |                   |       |                 | |
| 15 februari Vriendschappelijk № 165 «onderlinge duels» 14:30 uur (UTC+2) | Griekenland       | 1 – 1 | Oostenrijk      | Nea Filadelfiastadion, Nea Filadelfeia Toeschouwers: 11.297 Scheidsrechter: Domenico Serafino (ITA) |
| 15 februari Vriendschappelijk № 165 «onderlinge duels» 14:30 uur (UTC+2) | Elias Galakos 40' |       | 59' Hans Krankl | Nea Filadelfiastadion, Nea Filadelfeia Toeschouwers: 11.297 Scheidsrechter: Domenico Serafino (ITA) |

|                                                                       |             |                  |                   |                                                                                               |
| 22 maart Vriendschappelijk № 166 «onderlinge duels» 15:30 uur (UTC+2) | Griekenland | 0 – 1            | Tsjecho-Slowakije | Kaftanzogliostadion, Thessaloniki Toeschouwers: 15.000 Scheidsrechter: Dimitar Parmakov (BUL) |
| 22 maart Vriendschappelijk № 166 «onderlinge duels» 15:30 uur (UTC+2) |             | 40' Karel Kroupa |                   | Kaftanzogliostadion, Thessaloniki Toeschouwers: 15.000 Scheidsrechter: Dimitar Parmakov (BUL) |

|                                                                      |                                                                                                   |       |                                        |                                                                                              |
| 5 april Vriendschappelijk № 167 «onderlinge duels» 17:00 uur (UTC+2) | Polen                                                                                             | 5 – 2 | Griekenland                            | Stadion im. 22 lipca, Poznań Toeschouwers: 10.000 Scheidsrechter: Constantin Dinulescu (ROU) |
| 5 april Vriendschappelijk № 167 «onderlinge duels» 17:00 uur (UTC+2) | Grzegorz Lato 12' Kazimierz Deyna 18' Władysław Żmuda 21' Kazimierz Deyna 33' Zbigniew Boniek 48' |       | 55' Petros Karavitis 77' Thomas Mavros | Stadion im. 22 lipca, Poznań Toeschouwers: 10.000 Scheidsrechter: Constantin Dinulescu (ROU) |

|                                                                        |                                                    |       |             |                                                                                     |
| 24 mei EK 1980 kwalificatie № 168 «onderlinge duels» 19:00 uur (UTC+2) | Finland                                            | 3 – 0 | Griekenland | Olympisch Stadion, Helsinki Toeschouwers: 7.740 Scheidsrechter: Heinz Einbeck (DDR) |
| 24 mei EK 1980 kwalificatie № 168 «onderlinge duels» 19:00 uur (UTC+2) | Atik Ismail 35' Jyrki Nieminen 82' Atik Ismail 85' |       |             | Olympisch Stadion, Helsinki Toeschouwers: 7.740 Scheidsrechter: Heinz Einbeck (DDR) |

|                                                                       |               |       |                                             |                                                                                  |
| 11 juni Vriendschappelijk № 169 «onderlinge duels» 15:00 uur (UTC+10) | Australië     | 1 – 2 | Griekenland                                 | Olympic Park, Melbourne Toeschouwers: 25.000 Scheidsrechter: Peter Rampley (AUS) |
| 11 juni Vriendschappelijk № 169 «onderlinge duels» 15:00 uur (UTC+10) | Gary Cole 62' |       | 63' Hristos Yfantidis 78' Hristos Yfantidis | Olympic Park, Melbourne Toeschouwers: 25.000 Scheidsrechter: Peter Rampley (AUS) |

|                                                                         |           |                       |             |                                                                                    |
| 14 juni Vriendschappelijk № 170 «onderlinge duels» 20:00 uur (UTC+9:30) | Australië | 0 – 1                 | Griekenland | Hindmarsh Stadium, Adelaide Toeschouwers: 9.502 Scheidsrechter: Don Campbell (AUS) |
| 14 juni Vriendschappelijk № 170 «onderlinge duels» 20:00 uur (UTC+9:30) |           | 70' Hristos Yfantidis |             | Hindmarsh Stadium, Adelaide Toeschouwers: 9.502 Scheidsrechter: Don Campbell (AUS) |

|                                                                       |                          |       |                      |                                                                                        |
| 18 juni Vriendschappelijk № 171 «onderlinge duels» 15:00 uur (UTC+10) | Australië                | 1 – 1 | Griekenland          | Sydney Cricket Ground, Sydney Toeschouwers: 15.000 Scheidsrechter: David Yelland (AUS) |
| 18 juni Vriendschappelijk № 171 «onderlinge duels» 15:00 uur (UTC+10) | Murray Barnes 77' (pen.) |       | 12' Petros Karavitis | Sydney Cricket Ground, Sydney Toeschouwers: 15.000 Scheidsrechter: David Yelland (AUS) |

|                                                                              |                                            |       |             |                                                                                             |
| 20 september EK 1980 kwalificatie № 172 «onderlinge duels» 19:00 uur (UTC+4) | Sovjet-Unie                                | 2 – 0 | Griekenland | Hrazdan Centraal Stadion, Jerevan Toeschouwers: 26.913 Scheidsrechter: John Carpenter (IRL) |
| 20 september EK 1980 kwalificatie № 172 «onderlinge duels» 19:00 uur (UTC+4) | Yuriy Chesnokov 20' Volodymyr Bezsonov 53' |       |             | Hrazdan Centraal Stadion, Jerevan Toeschouwers: 26.913 Scheidsrechter: John Carpenter (IRL) |

|                                                                            | |       |                   | |
| 11 oktober EK 1980 kwalificatie № 173 «onderlinge duels» 15:30 uur (UTC+2) | Griekenland | 8 – 1 | Finland           | Leoforos Alexandrasstadion, Athene Toeschouwers: 4.857 Scheidsrechter: Marcel Van Langenhove (BEL) |
| 11 oktober EK 1980 kwalificatie № 173 «onderlinge duels» 15:30 uur (UTC+2) | Takis Nikoloudis 15' Giorgos Delikaris 21' Takis Nikoloudis 25' Thomas Mavros 38' Thomas Mavros 44' Giorgos Delikaris 47' Thomas Mavros 78' (pen.) Elias Galakos 81' |       | 61' Aki Heiskanen | Leoforos Alexandrasstadion, Athene Toeschouwers: 4.857 Scheidsrechter: Marcel Van Langenhove (BEL) |

|                                                                            |                                                                              |       |                 |                                                                                           |
| 29 oktober EK 1980 kwalificatie № 174 «onderlinge duels» 15:00 uur (UTC+2) | Griekenland                                                                  | 4 – 1 | Hongarije       | Kaftanzogliostadion, Thessaloniki Toeschouwers: 13.463 Scheidsrechter: Nikola Dudin (BUL) |
| 29 oktober EK 1980 kwalificatie № 174 «onderlinge duels» 15:00 uur (UTC+2) | Elias Galakos 58' Elias Galakos 67' Hristos Ardizoglou 71' Thomas Mavros 89' |       | 90' Béla Váradi | Kaftanzogliostadion, Thessaloniki Toeschouwers: 13.463 Scheidsrechter: Nikola Dudin (BUL) |

|                                                                                   |                                                                                          |       |                   |                                                                                 |
| 15 november Balkan Cup 1977/80 Groep B № 175 «onderlinge duels» 13:30 uur (UTC+1) | Joegoslavië                                                                              | 4 – 1 | Griekenland       | Gradskistadion, Skopje Toeschouwers: 16.000 Scheidsrechter: Bogdan Dochev (BUL) |
| 15 november Balkan Cup 1977/80 Groep B № 175 «onderlinge duels» 13:30 uur (UTC+1) | Vahid Halilhodžić 33' Dušan Savić 48' Vahid Halilhodžić 58' Vahid Halilhodžić 84' (pen.) |       | 32' Thomas Mavros | Gradskistadion, Skopje Toeschouwers: 16.000 Scheidsrechter: Bogdan Dochev (BUL) |

|                                                                          |                                         |       |                         |                                                                                          |
| 13 december Vriendschappelijk № 176 «onderlinge duels» 15:00 uur (UTC+2) | Griekenland                             | 2 – 1 | Roemenië                | Leoforos Alexandrasstadion, Athene Toeschouwers: 6.259 Scheidsrechter: Jan Peeters (BEL) |
| 13 december Vriendschappelijk № 176 «onderlinge duels» 15:00 uur (UTC+2) | Giorgos Koudas 43' Takis Nikoloudis 70' |       | 85' (pen.) Mihai Romilă | Leoforos Alexandrasstadion, Athene Toeschouwers: 6.259 Scheidsrechter: Jan Peeters (BEL) |

### 1979
|                                                                          |                                                                           |       |                       |                                                                                        |
| 14 februari Vriendschappelijk № 177 «onderlinge duels» 15:00 uur (UTC+2) | Israël                                                                    | 4 – 1 | Griekenland           | Ramat Ganstadion, Ramat Gan Toeschouwers: 5.369 Scheidsrechter: Toros Kibritjian (USA) |
| 14 februari Vriendschappelijk № 177 «onderlinge duels» 15:00 uur (UTC+2) | Itzhak Shum 21' (pen.) Vicky Peretz 29' Vicky Peretz 41' Vicky Peretz 80' |       | 30' Giorgos Delikaris | Ramat Ganstadion, Ramat Gan Toeschouwers: 5.369 Scheidsrechter: Toros Kibritjian (USA) |

|                                                                       |                                                   |       |             |                                                                                   |
| 21 maart Vriendschappelijk № 178 «onderlinge duels» 16:15 uur (UTC+2) | Roemenië                                          | 3 – 0 | Griekenland | Stadionul Steaua, Boekarest Toeschouwers: 17.259 Scheidsrechter: Spas Lukov (BUL) |
| 21 maart Vriendschappelijk № 178 «onderlinge duels» 16:15 uur (UTC+2) | Ion Dumitru 5' Ilie Balaci 45' Dudu Georgescu 83' |       |             | Stadionul Steaua, Boekarest Toeschouwers: 17.259 Scheidsrechter: Spas Lukov (BUL) |

|                                                                       |           |       |             |                                                                                |
| 2 mei EK 1980 kwalificatie № 179 «onderlinge duels» 18:30 uur (UTC+1) | Hongarije | 0 – 0 | Griekenland | Népstadion, Boedapest Toeschouwers: 15.028 Scheidsrechter: John Homewood (ENG) |
| 2 mei EK 1980 kwalificatie № 179 «onderlinge duels» 18:30 uur (UTC+1) |           |       |             | Népstadion, Boedapest Toeschouwers: 15.028 Scheidsrechter: John Homewood (ENG) |

|                                                                              |                      |       |             |                                                                                               |
| 12 september EK 1980 kwalificatie № 180 «onderlinge duels» 17:00 uur (UTC+3) | Griekenland          | 1 – 0 | Sovjet-Unie | Leoforos Alexandrasstadion, Athene Toeschouwers: 25.537 Scheidsrechter: António Garrido (POR) |
| 12 september EK 1980 kwalificatie № 180 «onderlinge duels» 17:00 uur (UTC+3) | Takis Nikoloudis 25' |       |             | Leoforos Alexandrasstadion, Athene Toeschouwers: 25.537 Scheidsrechter: António Garrido (POR) |

CONMEBOL: Colombia · Ecuador

UEFA: Albanië · België · Bulgarije · Cyprus · Denemarken · West-Duitsland · Duitse Democratische Republiek · Engeland · Finland · Frankrijk · Griekenland · Hongarije · IJsland · Ierland · Italië · Joegoslavië · Luxemburg · Malta · Nederland · Noord-Ierland · Noorwegen · Oostenrijk · Polen · Portugal · Roemenië · Schotland ·  Sovjet-Unie ·  Spanje · Tsjecho-Slowakije · Turkije · Wales ·  Zweden · Zwitserland

CAF: Madagaskar AFC: Israël

EPO · A-internationals · Bondscoaches · Selecties · Grieks vrouwenelftal · Olympisch elftal · Griekenland U21 · Griekenland U20 · Griekenland U19 · Griekenland U18 · Griekenland U17 · Griekenland U16
1920 – 1929 ·
1930 – 1939 ·
1940 – 1949 ·
1950 – 1959 ·
1960 – 1969 ·
1970 – 1979 ·
1980 – 1989 ·
1990 – 1999 ·
2000 – 2009 ·
2010 – 2019 ·
2020 − 2029
EK 1980 · 
EK 2004 · 
EK 2008 · 
EK 2012
WK 1994 · 
WK 2010 · 
WK 2014
OS 1920 · 
OS 1952 · 
OS 2004
1920 · 
1921–1928 · 
1929 · 
1930 · 
1931 · 
1932 · 
1933 · 
1934 · 
1935 · 
1936 · 
1937 · 
1938 · 
1939–1947 · 
1948 · 
1949 · 
1950 · 
1952 · 
1952 · 
1953 · 
1954 · 
1955 · 
1956 · 
1957 · 
1958 · 
1959 · 
1960 · 
1961 · 
1962 · 
1963 · 
1964 · 
1965 · 
1966 · 
1967 · 
1968 · 
1969 · 
1970 · 
1971 · 
1972 · 
1973 · 
1974 · 
1975 · 
1976 · 
1977 · 
1978 · 
1979 · 
1980 · 
1981 · 
1982 · 
1983 · 
1984 · 
1985 · 
1986 · 
1987 · 
1988 · 
1989 · 
1990 · 
1991 ·
1992 · 
1993 · 
1994 · 
1995 · 
1996 · 
1997 · 
1998 · 
1999 · 
2000 · 
2001 · 
2002 · 
2003 · 
2004 · 
2005 · 
2006 · 
2007 · 
2008 · 
2009 · 
2010 · 
2011 · 
2012 · 
2013 · 
2014 · 
2015 · 
2016 · 
2017 · 
2018 ·
2019 ·
2020 ·
2021 ·
2022 ·
2023
Albanië ·
Argentinië ·
Armenië ·
Australië ·
België ·
Bolivia ·
Bosnië en Herzegovina ·
Brazilië ·
Bulgarije ·
Canada ·
Chili ·
Colombia ·
Costa Rica ·
Cyprus ·
Denemarken ·
DDR · 
Duitsland ·
Ecuador · 
Egypte ·
El Salvador ·
Engeland ·
Estland ·
Ethiopië ·
Faeröer ·
Finland ·
Frankrijk ·
Georgië ·
Ghana ·
Gibraltar ·
Honduras ·
Hongarije ·
Ierland ·
IJsland ·
Israël ·
Italië ·
Ivoorkust ·
Japan ·
Joegoslavië ·
Kameroen ·
Kazachstan ·
Kosovo ·
Kroatië ·
Letland ·
Libië ·
Liechtenstein ·
Litouwen ·
Luxemburg ·
Malta ·
Marokko ·
Mexico ·
Moldavië ·
Montenegro ·
Nederland ·
Nieuw-Zeeland ·
Nigeria ·
Noord-Ierland ·
Noord-Korea · 
Noorwegen ·
Oekraïne ·
Oostenrijk ·
Palestina ·
Paraguay · 
Polen ·
Portugal ·
Qatar ·
Roemenië ·
Rusland ·
San Marino ·
Saoedi-Arabië · 
Schotland ·
Senegal · 
Servië · 
Slovenië ·
Slowakije ·
Sovjet-Unie ·
Spanje ·
Syrië ·
Tsjechië ·
Tsjecho-Slowakije ·
Turkije ·
Verenigde Staten ·
Wales ·
Wit-Rusland · 
Zuid-Korea ·
Zweden ·
Zwitserland
Colombia (2014) · 
Costa Rica (2014) · 
Duitsland (2012) · 
Ivoorkust (2014) · 
Japan (2014) ·
Polen (2012) ·
Portugal (2004, 2) · 
Rusland (2008) ·
Rusland (2012) ·
Spanje (2008) ·
Tsjechië (2012) ·
Zuid-Korea (2010) ·
Zweden (2008)